# Gert Börnsen
Gert Börnsen (* 10. Februar 1943 in Wilster; † 10. Mai 2014 in Kiel) war ein deutscher Politiker (SPD).

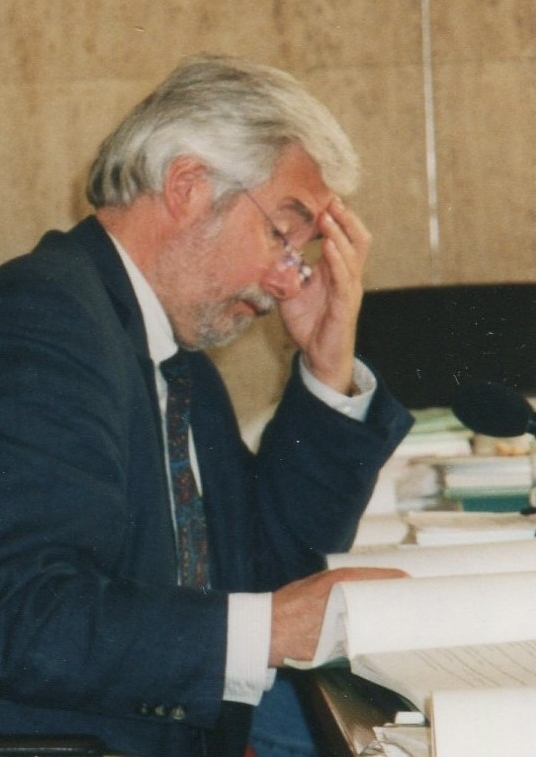
Gert Börnsen

## Leben und Beruf
Nach dem Abitur im Jahr 1964 in Bremen studierte Börnsen Politikwissenschaft, Geschichte und Publizistik an der FU Berlin. Das Studium beendete er 1969 als Diplom-Politologe. Von 1970 bis 1973 war er wissenschaftlicher Assistent der SPD-Fraktion des Schleswig-Holsteinischen Landtages. Gert Börnsen war geschäftsführendes Vorstandsmitglied der „Parlamentarischen Gesellschaft Schleswig-Holstein“ und gehörte dem Verwaltungsrat des NDR an. Nach dem Ende seiner politischen Karriere arbeitete Börnsen seit Mai 1996 bei der Deutschen Telekom AG.

## Partei
Börnsen trat im Jahr 1964 der SPD bei. 1968/69 war er Bundesvorsitzender des Sozialdemokratischen Hochschulbundes. 1972/73 war er stellvertretender Bundesvorsitzender der Jungsozialisten. Dem Landesvorstand der SPD in Schleswig-Holstein gehörte er von 1975 bis 1989 an.

## Abgeordneter
Von 1975 bis 1996 war Börnsen Landtagsabgeordneter in Schleswig-Holstein. Zunächst über die Landesliste gewählt, vertrat er seit 1987 den Wahlkreis Kiel-Mitte. Am 13. Juni 1995 verlor Börnsen in einer parteiinternen Kampfabstimmung die Nominierung zum Direktkandidaten gegen den Mitbewerber Jürgen Weber.
In der Zeit von 1983 bis Mai 1988 war er Parlamentarischer Geschäftsführer der SPD-Landtagsfraktion und wurde dann nach dem Regierungswechsel als Nachfolger des neuen Ministerpräsidenten Björn Engholm Fraktionsvorsitzender. Er war 1988 Obmann der SPD im Untersuchungsausschuss zur Barschel-Pfeiffer-Affäre. 1989/90 war er Vorsitzender des Landtagssonderausschusses zur Verfassungs- und Parlamentsreform. 1990/91 und von 1992 bis 1996 war er zudem Vorsitzender des Parlamentarischen Einigungsausschusses nach § 26 der Verfassung des Landes Schleswig-Holstein. Der Landtag wählte Börnsen zum Mitglied der neunten Bundesversammlung, die am 23. Mai 1989 Richard von Weizsäcker als Bundespräsidenten wiederwählte, sowie der zehnten Bundesversammlung, die am 23. Mai 1994 Roman Herzog zum neuen Bundespräsidenten wählte.

## Veröffentlichungen
- Innerparteiliche Opposition. Jungsozialisten und SPD. Runge, Hamburg 1969.
- Entwicklung des innerparteilichen Konflikts. In: Norbert Gansel (Hrsg.): Überwindet den Kapitalismus oder Was wollen die Jungsozialisten? Rowohlt, Reinbek bei Hamburg 1971, S. 11–25.
- In: Uwe Danker u. a. (Hrsg.): Demokratische Geschichte – Jahrbuch zur Arbeiterbewegung und Demokratie in Schleswig-Holstein. Band XV, Malente 2003.